# Johannes Montel

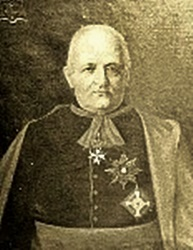
Prälat Johannes Montel

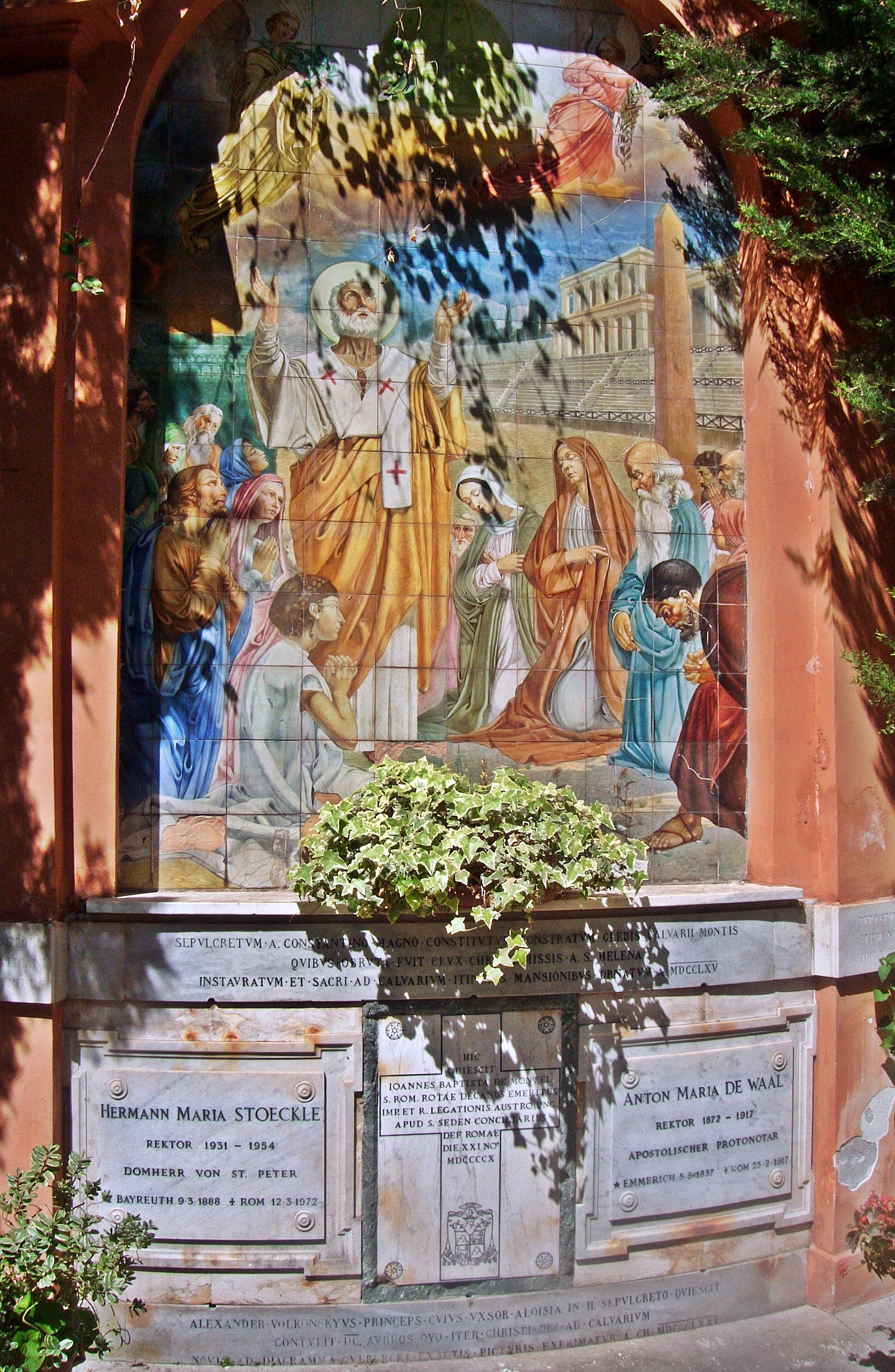
Grabstätte in Rom, Campo Santo Teutonico (mittig); rechts das Grab von Anton de Waal

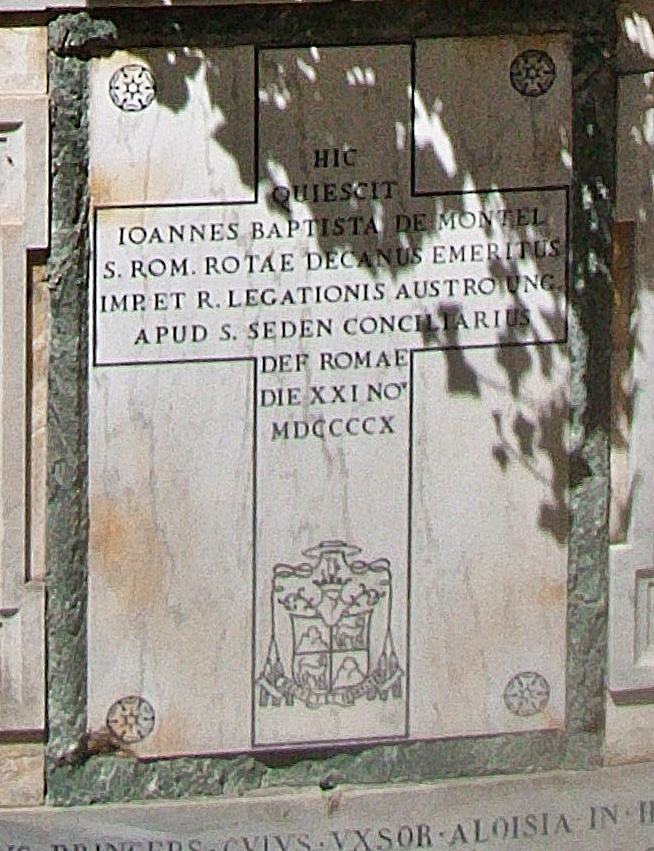
Grabplatte

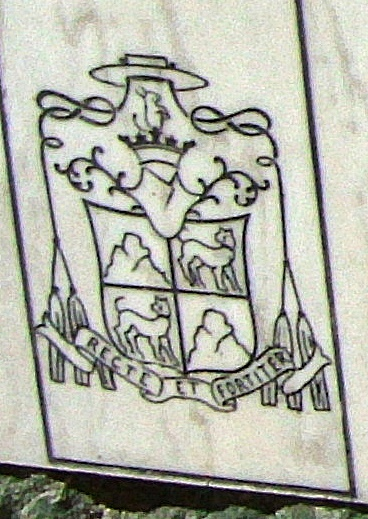
Wappen von der Grabplatte

Johannes Montel Edler von Treuenfest (* 13. Juni 1831 in Rovereto; † 21. November 1910 in Rom) war ein katholischer Priester und Diplomat.

## Leben und Wirken
Er wurde geboren als Sohn des 1860, mit dem Prädikat „Edler von Treuenfest“ geadelten Giovanni Antonio Montel († 1869), Kreissekretär bzw. Vizepräsident der österreichischen Regentschaft Welschtirol und dessen Gattin Anna geb. Plancher († 1848). Der erbliche Adelstitel seines Vaters ging auf ihn über.
Nach dem Besuch des Gymnasiums in Trient studierte Montel in Brixen bzw. Trient Philosophie und Theologie. Dann widmete er sich in Rom dem Jurastudium und promovierte dort 1858 zum Doktor der Rechte; 1855 hatte er hier auch bereits die Priesterweihe empfangen.
Er wurde österreichischer Botschaftsrat in Rom, 1865 Advokat, 1877 Auditor (Richter) und 1889–1906 Dekan (Leiter) der Römischen Rota. Außerdem war er Konsultor der Ritenkongregation und seit 1889 der Römischen Inquisition. Montel avancierte 1875 zum Päpstlichen Kammerherrn, 1877 zum Päpstlichen  Hausprälaten und gehörte lange Zeit zu den engen Vertrauten von Papst Leo XIII. Mehrfach wollte man ihn zum Kardinal vorschlagen, was jedoch stets auf seine Ablehnung stieß. Mit der Berufung des auf Frankreich ausgerichteten Mariano Rampolla del Tindaro zum Kardinalstaatssekretär, verlor Prälat Montel ab 1887 an Einfluss auf Papst und Kurie.
Sein Heimatland Österreich-Ungarn bediente sich oft und gerne seiner weitreichenden Beziehungen in Rom. Ab 1865 gehörte Montel überdies zum Freundeskreis des späteren Preußischen Gesandten Kurd von Schlözer und wurde dessen Berater in kirchenpolitischen Angelegenheiten. Gleichzeitig fungierte er auch als römischer Vertrauensmann des an der Spitze des deutschen Episkopats stehenden Kardinals Kopp. Entscheidenden Anteil hatte Johannes Montel, im Verein mit Kurd von Schlözer und Kardinal Luigi Galimberti, an der Beilegung des Kulturkampfes in Preußen. Bei sämtlichen Bischofsbesetzungen in Deutschland und Österreich-Ungarn wirkte er mit. Der Historiker Christoph Weber nennt ihn eine „Schaltstelle für Deutschland und Österreich-Ungarn in ihren Beziehungen zum Vatikan.“ Er galt als konziliant und liebenswürdig, dem lautstarken politischen Katholizismus des Zentrums (in Deutschland) und der Christlichsozialen Partei (in Österreich) stand er reserviert gegenüber.

Von Papst Leo XIII. ist der scherzhafte aber treffende Ausspruch überliefert, den er gegenüber Johannes Montel äußerte: 

„Heute, Monsignore kommen Sie als Österreicher, morgen geben Sie vor Preuße zu sein, und übermorgen, wer weiß, wen Sie dann repräsentieren wollen.“

Die Kölnische Volkszeitung schrieb in ihrem Nachruf:  „Er war ein einflußreicher, in seiner Art einzigartig dastehender Kurialprälat, der fast 50 Jahre eine bedeutende Rolle in den kirchenpolitischen Angelegenheiten Deutschlands gespielt hat.“
Johannes Montel wurde auf dem Campo Santo Teutonico, Rom, unterhalb der Kuppel des Petersdomes, beigesetzt. Neben ihm ruht der mit ihm befreundete deutsche Prälat Anton de Waal.

## Auszeichnungen
- Großkreuz des Franz-Joseph-Ordens
- Roter Adlerorden I. Klasse
- Kronenorden I. Klasse
- Großkreuz des Souveränen Malteserordens